# Arteria lumbalis
De arteria lumbalis is een slagader die ontstaat uit de aorta abdominalis. Deze arterie komt meestal in vier paren voor (dus in totaal acht), aan de achterkant van de aorta. Elk paar is ter hoogte van een wervellichamen van de een van de lendenwervels.

## Anatomische variatie
Meestal zijn er vier paren aanwezig. De arteriën ontspringen aan de achterzijde van de aorta. Soms is een vijfde paar aanwezig. Deze bloedvaten zijn meestal kleiner dan de andere vier paren. Het vijfde paar ontstaat uit de arteria sacralis mediana.

## Verloop
De arteriae lumbales lopen naar de zijkant en naar achter langs de wervellichamen, naar de ruimtes tussen de processus transversales, de zijwaartse uitsteeksels, van de wervellichamen. De bloedvaten lopen verder naar de buikwand. De slagaders aan de rechterkant lopen achter de onderste holle ader langs. De bovenste twee paren lopen ook langs het crus van het middenrif aan hun kant. Het verloop is verder achter de musculus psoas major en de plexus sacralis langs.
Hierna lopen de arteriae langs de musculus quadratus lumborum, de bovenste drie vaak achter- en de vierde voorlangs. Vlak na deze spier gaan de bloedvaten dwars door de aponeurose van de rechte buikspier, musculus rectus abdominis. Vervolgens lopen ze tussen twee spieren, de hiervoorgenoemde musculus rectus abdominis en de musculus obliquus internus.
Ze vormen verbindingen met vertakkingen van de arteria intercostalis inferior, arteria subcostalis, arteria iliolumbaris, arteria circumflexa ilium profunda en de arteria epigastria inferior.

## Bloedvoorziening
Ongeveer bij de passage langs de processus transversales, ontstaat een achtertak die naar de spieren en huid van de rug loopt. Er loopt ook een spinale tak naar de canalis vertebralis, het wervelkanaal.